# 音浪青春
《音浪青春》（英語：We Are Your Friends）是一部2015年美國歌舞劇情片，為麥斯·喬瑟夫執導，同時也是他的導演處女作。由柴克·艾弗隆、艾蜜莉·瑞特考斯基、魏斯·班特利、希洛·費爾南德茲、亞歷克斯·謝弗和瓊尼·威斯頓主演。主要敘述圍繞於一名年輕DJ對電子舞曲的熱情和夜生活的故事。華納兄弟將電影定於2015年8月28日在美國上映，並由StudioCanal發行於法國、英國、德國、澳大利亞和紐西蘭，香港和澳門則由太陽娛樂文化負責發行。

## 劇情
故事敘述一名23歲的年輕DJ夢想成為一個偉大的音樂製作人，但他卻在過程中和另一位年紀較大的DJ愛上同位女孩，讓他在未來和愛情中掙扎不已。

## 演員
- 柴克·艾弗隆 飾 Cole Carter
- 艾蜜莉·瑞特考斯基 飾 Sophie
- 希洛·費爾南德茲 飾 Ollie
- 亞歷克斯·謝弗 飾 Squirrel
- 瓊尼·威斯頓 飾 Dustin Mason
- 魏斯·班特利 飾 James
- Joey Rudman 飾 Joey
- 強·柏恩瑟 飾 Paige
- 凡妮莎·洛金斯 飾 Mel
- 強·亞伯拉漢 飾 俱樂部推廣人
- 艾莉西亞·柯波拉 飾 Tanya Romero
- Korrina Rico 飾 Crystal
- 尼基·羅米洛 飾 他自己
- 狄龍·法蘭西斯 飾 他自己
- 艾利索 飾 他自己
- Them Jeans 飾 他自己

## 發行
2015年4月28日，華納兄弟排定於2015年8月28日在美國上映。

## 評價
爛番茄評級42%，Metacritic得分47，負評居多。

## 外部連結
- 官方网站
- 互联网电影数据库（IMDb）上《音浪青春》的资料（英文）
- Box Office Mojo上《音浪青春》的資料（英文）
- 爛番茄上《音浪青春》的資料（英文）
- Metacritic上《音浪青春》的資料（英文）